# گره‌های گاندی–گامنا

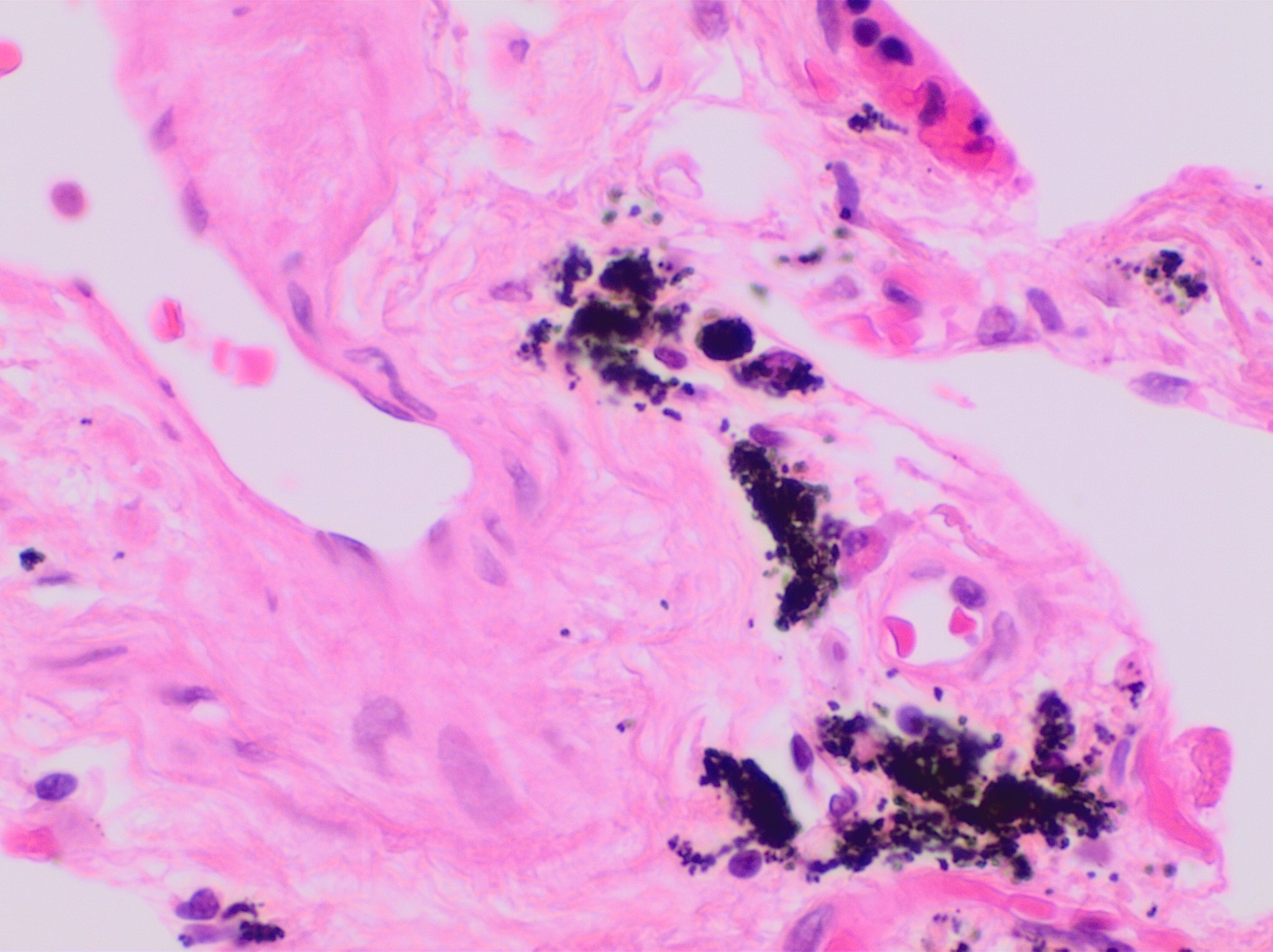
گره‌های گاندی–گامنا در بیمار مبتلا به احتقان مزمن ریوی.

گره‌های گاندی–گامنا (انگلیسی: Gandy–Gamna nodules) یا اجسام گاندی–گامنا کانون‌های کوچک زرد قهوه‌ای، قهوه‌ای یا نارنجی‌رنگی هستند که در طحال بیماران مبتلا به اسپلنومگالی به دلیل پرفشاری ورید باب یا کم‌خونی داسی‌شکل یافت می‌شوند. این ندول‌ها از بافت همبند با رسوبات هموسیدرین و کلسیم تشکیل شده‌اند و احتمالاً به دلیل تشکیل اِسکار در محل‌های خونریزی‌های اطراف عروق کوچک ایجاد می‌شوند و در اسکن MRI به دلیل وجود هموسیدرین قابل مشاهده هستند.
گره‌های گاندی–گامنا همچنین ممکن است در میگزوم قلبی دیده شوند.
گره‌های گاندی–گامنا به افتخار شارل گاندی و کارلوس گامنا نام‌گذاری شده است.